# Problepsis crassinotata
Problepsis crassinotata är en fjärilsart som beskrevs av Louis Beethoven Prout 1917. Problepsis crassinotata ingår i släktet Problepsis och familjen mätare. Inga underarter finns listade i Catalogue of Life.